# Enver Marić
Enver Marić (Mostar, 23 de abril de 1948) é um ex-futebolista profissional bósnio, que atuava como goleiro.

## Carreira
Enver Marić fez parte do elenco da Seleção Iugoslava de Futebol da Copa do Mundo de 1974. 